# Юба II
Юба II (лат. Juba, Iuba, др.-греч. Ἰόβας; примерно, 52—50 до н. э. — 23 н. э.) — союзный Риму царь Мавретании. Сын последнего нумидийского царя Юбы I (ум. 46 г. до н. э.) и отец последнего мавретанского царя Птолемея. Автор сочинений на историческую и естественнонаучную тематику.

## Биография
Юба происходил из династии Масиниссидов. Этот род восходил к сестре прославленного карфагенского полководца Ганнибала, чьи предки Баркиды были потомками мифологической царицы Дидоны, возлюбленной героя Энея. После битвы при Тапсе Юба II был взят в Рим Гаем Юлием Цезарем, получил римское гражданство, прекрасное воспитание и образование и родовое имя «Gaius Iulius». Плутарх пишет, что он «попал в счастливейший плен, так как из варвара и нумидийца превратился в одного из самых ученых греческих писателей».
Позднее он женился на Клеопатре Селене II (дочери Марка Антония и Клеопатры VII) и получил от Октавиана Августа в дар часть отцовских владений в Мавретании. Юба и Селена правили совместно 30 лет (52 г. до н. э. — 23 г. до н. э.). В браке у них родились сын Птолемей (ок. 10 г. до н. э. — 40 г.), унаследовавший впоследствии трон, и дочь, которая, вероятно, умерла в 5 г. до н. э. 
Когда Юба II и Клеопатра Селена прибыли в Мавретанию, они назвали свою новую столицу (бывший Иол, современный Шершель в Алжире) в честь императора Августа Кесарией (Цезарией). Их строительные проекты в Кесарии и Волюбилисе, демонстрируют богатую смесь египетского, греческого (эллинистического) и римского архитектурных стилей. Юба II в целом поощрял и поддерживал исполнительское искусство, торговлю, исследования в области наук и естественной истории. 

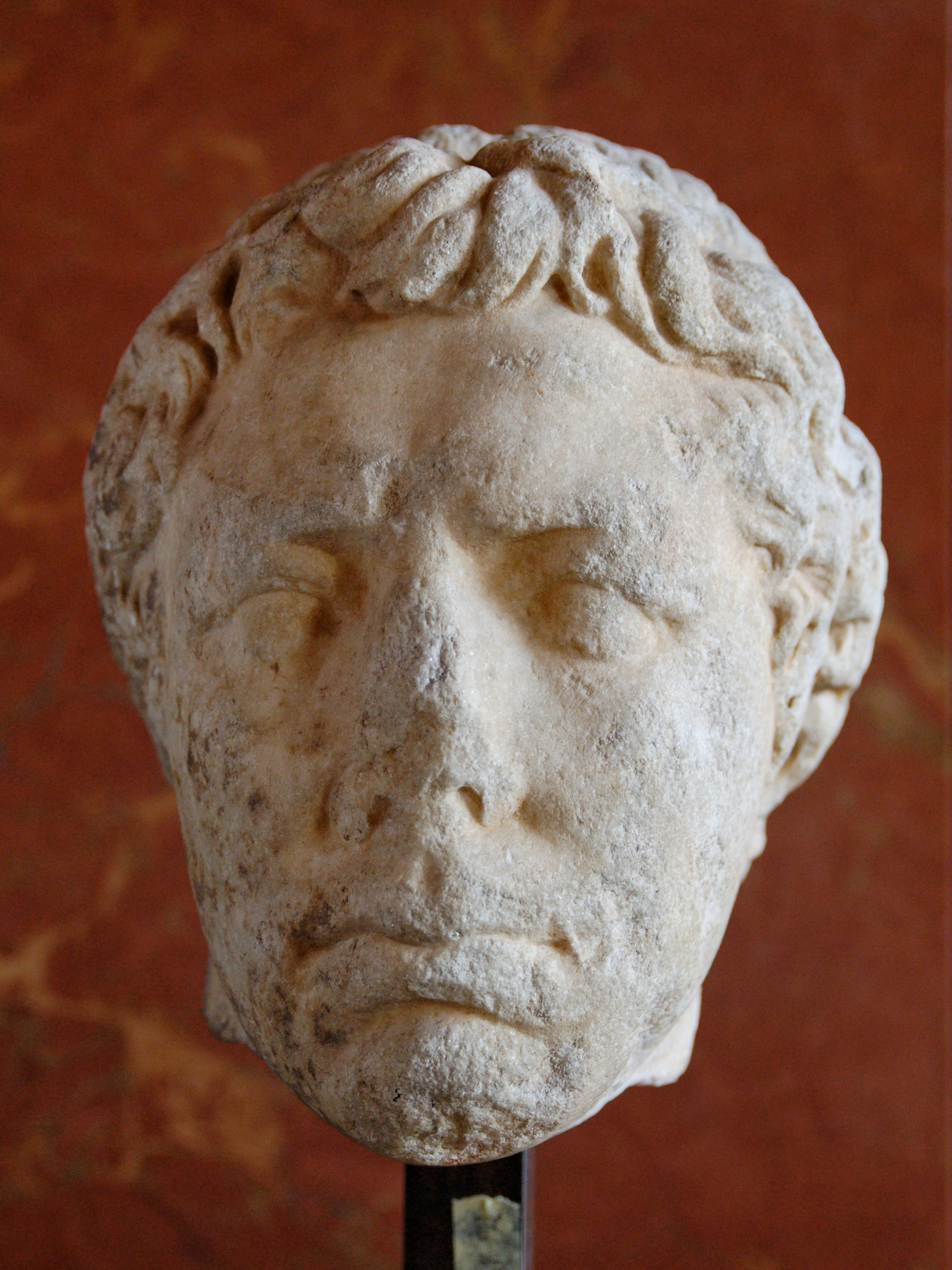
Портретное изображение, Лувр

## Сочинения
Юба II отличался выдающейся эрудицией и был одним из полигисторов того времени: он писал (на греческом языке) по истории и древностям (сюда относились его сочинения по истории Рима, Ливии, Аравии, Ассирии; главное из них — «Подобия» (Όμοιότητες), где он сравнивал римские обычаи с обычаями других народов), по истории искусства (о живописи, о театре), грамматике.
Юба тяготел к наукам: так, он считается первооткрывателем Канарских (Песьих) островов, открыл медицине пользу растения молочая (лат. Euphorbia regis Jubae, «молочай царя Юбы»). Плиний говорил про него, что он «скорее прославился достоинствами своих научных трудов, нежели в качестве правителя», в то время как Плутарх охарактеризовал его как «одного из одареннейших правителей своего времени». Труды Юбы сохранились только в цитатах других авторов, как на греческом, так и на латыни. Плиний Старший в «Естественной истории» ссылается на него как авторитета 65 раз.

## Память о Юбе II
Юба II интересовался ботаникой, написал книгу о молочае, найденном в Атласских горах (он назвал его Euphorbia в честь своего личного врача). В честь него назван род растений семейства пальмовых — Юбея.
Афиняне поставили статую Юбы II в гимнасии Птолемея в знак признания его трудов.

## Примечания

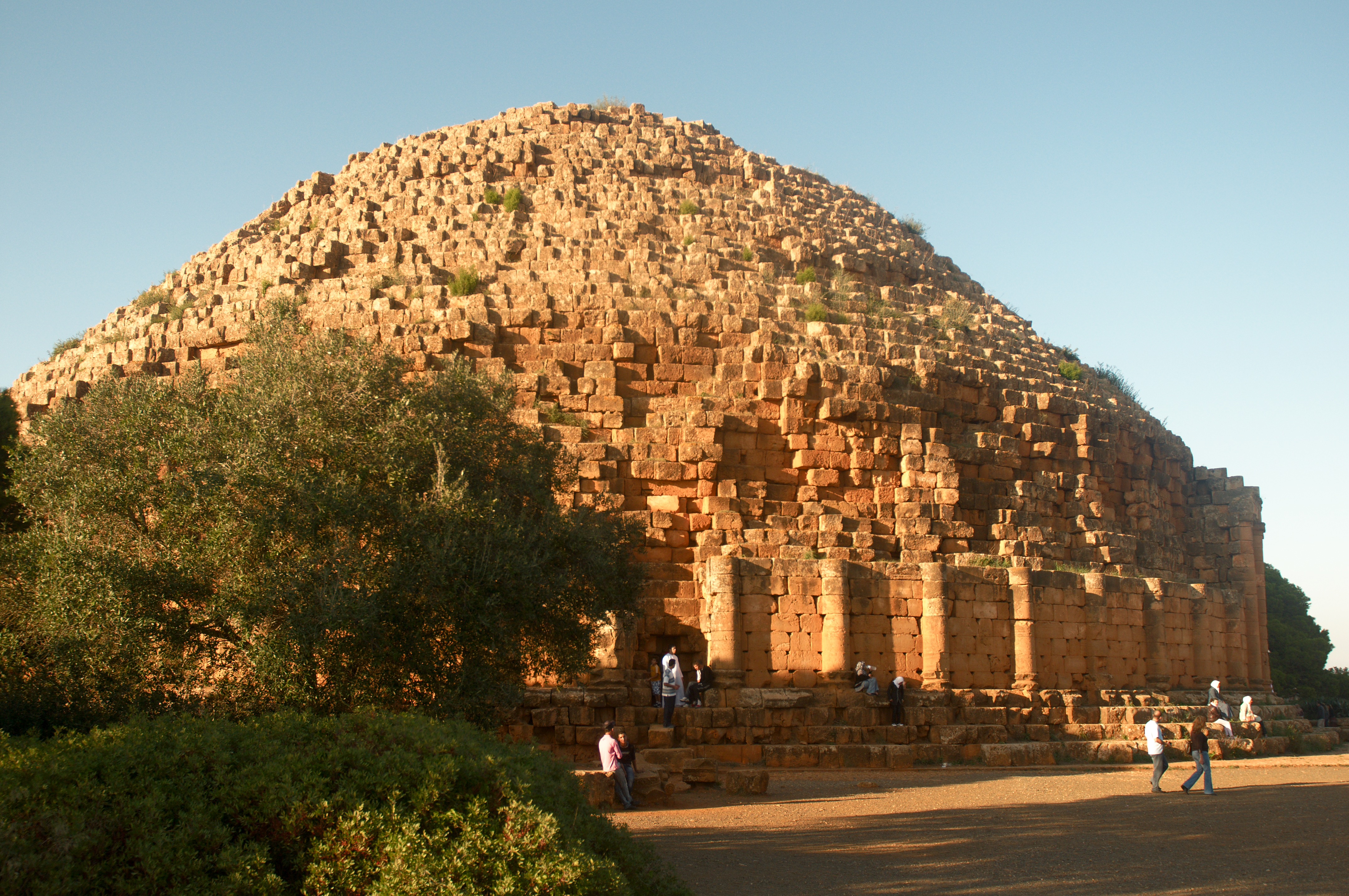
Царская гробница в Типасе, предположительно выстроенная Юбой